# Замнаун
Замна́ун (нім. Samnaun) — громада  в Швейцарії в кантоні Граубюнден, регіон Енджадіна-Басса/Валь-Мюштайр.

## Географія
Громада розташована на відстані близько 225 км на схід від Берна, 65 км на схід від Кура.
Замнаун має площу 56,3 км², з яких на 1,2% дозволяється будівництво (житлове та будівництво доріг), 43,7% використовуються в сільськогосподарських цілях, 12,1% зайнято лісами, 43% не є продуктивними (річки, льодовики або гори).

## Демографія
2019 року в громаді мешкало 772 особи (-4,5% порівняно з 2010 роком), іноземців було 23,6%. Густота населення становила 14 осіб/км².
За віковим діапазоном населення розподілялося таким чином: 15,5% — особи молодші 20 років, 68,5% — особи у віці 20—64 років, 15,9% — особи у віці 65 років та старші. Було 362 помешкань (у середньому 2,1 особи в помешканні).
Із загальної кількості 1170 працюючих 44 було зайнятих в первинному секторі, 43 — в обробній промисловості, 1083 — в галузі послуг.